# Lycée Émir-Abdelkader
Pour les articles homonymes, voir Émir Abdelkader (homonymie).

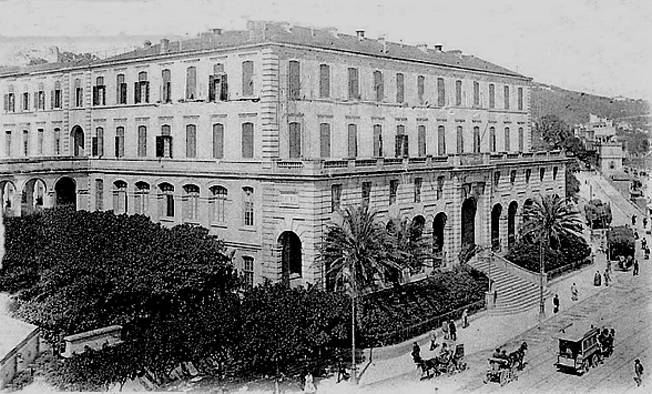
Le grand lycée d'Alger en 1900.

Le lycée Émir-Abdelkader est le plus ancien lycée d'Alger, en Algérie, créé pendant la colonisation française, nommé Lycée d'Alger en 1848, Grand Lycée d'Alger vers 1890, puis Lycée Bugeaud après la Seconde Guerre mondiale. C'est un lycée de garçons.
L'édifice actuel est construit entre 1862 et 1868, sur les plans de Charles Mathurin Guerin Claudel ; le suivi des travaux est assuré par Pierre-Auguste Guiauchain.
Il doit son nom actuel, qui lui a été donné après l'indépendance de l'Algérie en 1962, à l'émir Abdelkader (1808-1883), résistant contre l'occupation française.

## Histoire
Un modeste établissement ouvre en avril 1833 avec une vingtaine de fils de militaires ou de fonctionnaires, ils sont plus d'une centaine deux ans plus tard. Ensuite, le gouverneur général de Damrémont attribue au collège une ancienne caserne de janissaires, construite sous le dey Hassan Pacha, et réaménagée pour les besoins du collège. Celui-ci devient lycée en septembre 1848.
Napoléon III, accompagné de l'impératrice Eugénie, rend visite aux cinq cents élèves du lycée au cours de son voyage officiel de 1860. En 1860, les effectifs étant en croissance constante, il est décidé d'un nouvel emplacement face à la mer sur un grand terrain de 14 000 m2 à la limite du faubourg de Bab El Oued, sur la place du même nom, renommée plus tard place Jean-Mermoz. Trois corps de bâtiment parallèles reliés par des galeries, et formant ainsi des cours, sont construits à partir du 10 décembre 1861, jusqu'en 1868. Le projet est mené par Charles Martinelli et Pio Maselli. Le lycée est inauguré à la rentrée scolaire d'octobre 1868.
Une chapelle est aménagée au deuxième étage du bâtiment central. En 1922, le gouverneur général Steeg inaugure les tables de marbre en mémoire des enseignants, personnels administratifs et élèves tombés au champ d'honneur de la guerre de 1914-1918. Un monument aux morts est sculpté par Bigonnet dans la cour. Le lycée compte 2 573 élèves en 1932.
Le lycée est touché par un bombardement d'un avion de la Luftwaffe le 24 novembre 1942, causant la mort du proviseur Lalande et de sa petite-fille adoptive alors qu’ils étaient réfugiés dans une cave, ainsi que celle du censeur, de sa femme et de ses deux enfants. Le lycée évacué sert ensuite de caserne aux Anglais. Les cours ne reprennent qu'à la rentrée d'octobre 1945.
Ses classes préparatoires (littéraires, scientifiques, préparation à Saint-Cyr, etc.) comptaient parmi les plus prestigieuses de son époque, jusqu'à leur fermeture en juin 1962.

## Corps enseignant
À l'époque de la présence française, Émile Masqueray (1843-1894, professeur d'histoire au lycée de 1872 à 1878), le futur académicien Louis Bertrand (1866-1941, professeur de lettres classiques au lycée à la fin du XIXe siècle), l'archéologue Félix de Pachtère (professeur d'histoire en 1913), l'historien Fernand Braudel (1902-1985) au milieu des années 1920, Jean Grenier (qui eut Camus et Edmond Charlot comme élèves en philosophie), Louis Joxe (un temps, durant la Seconde Guerre mondiale) et Yves Lacoste (professeur de géographie au lycée Bugeaud de 1952 à 1955) y ont enseigné. Le grand-père maternel de Guy Bedos en a été le surveillant général, puis le proviseur. Jules Lemaître y a aussi enseigné.

## Élèves célèbres
On compte parmi les anciens élèves : 
- Henri Rozant (1947- ) Professeur
- Albert Camus (1913-1960), prix Nobel de littérature en 1957,
- Claude Cohen-Tannoudji (1933-), prix Nobel de physique en 1997,
- Pierre Benoit (1886-1962), académicien,
- Paul Robert (1910-1980), lexicographe fondateur des dictionnaires Le Robert.
- Mouloud Mammeri (1917-1989), écrivain et ethnologue berbère algérien,
- Georges-Christian Chazot (1939-), polytechnicien, président de sociétés
- Jacques Derrida (1930-2004), philosophe,
- Edmond Charlot (1915-2004), libraire et éditeur,
- Elias Zerhouni,Phd,Radiologue, Directeur du NHS[6].
- Mohand Idir Aït Amrane (1924-2004), poète berbère et militant nationaliste algérien,
- Rachid Hallet (1952-), médecin berbère et militant nationaliste algérien,
- Victor Margueritte (1866-1942), écrivain,
- Alexandre Arcady (1947-), réalisateur français,
- Roger Hanin (1925-2015), acteur français,
- Sauveur Galliéro (1914-1963), peintre,
- Armand Assus (1892-1977), peintre,
- Roger Benmebarek (1930-2019), préfet,
- Jean-Paul Bolufer (1946-),
- Dalil Boubakeur (1940-), recteur de la Grande Mosquée de Paris,
- Jules Carde (1874-1949), gouverneur général de l'Afrique-Occidentale française et de l'Algérie,
- Jacques Chevallier (1911-1971), futur ministre et maire d'Alger,
- Jules Cuttoli (1871-1942), député radical-socialiste de Constantine,
- Paul Cuttoli (1864-1949), frère du précédent, député radical-socialiste de Constantine et sénateur, maire de Philippeville,
- Louis Gentil (1868-1925), géographe et géologue,
- Alphonse Juin (1888-1967), maréchal français,
- Raymond Laquière (1881-1973), député et maire de Saint-Eugène,
- Jean-Louis Martinoty (1946-2016), metteur en scène lyrique et administrateur général de l'Opéra de Paris,
- Alain Vircondelet (né en 1947), biographe,
- René Viviani (1863-1925), ancien président du Conseil de la IIIe République et cofondateur du journal L'Humanité.
- Ali Kahlane, (1950-), Informaticien et essayiste dans les technologies de l'Information et de la communication.

## Notes et références

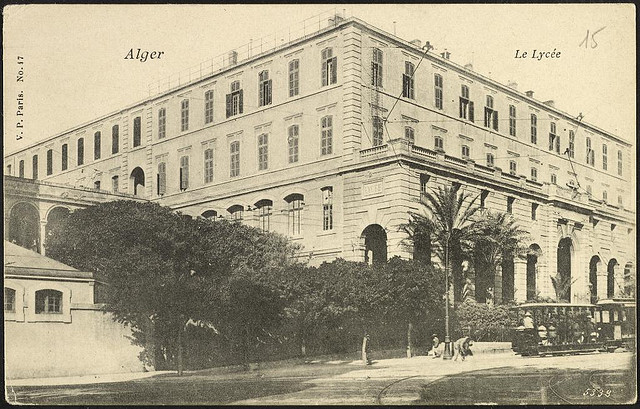
Carte postale ancienne du lycée d'Alger.